# Trolldalen, Østfold
Trolldalen är en tidigare tätort i Fredrikstads kommun i Østfold fylke i sydöstra Norge. Orten ligger vid fylkesväg 108, på ön Kråkerøy, söder om staden Fredrikstad. Den hade 454 invånare 2017.
Sedan 2019 räknas orten inte längre som en tätort.
Tidigare har orten tillhört dåvarande Kråkerøy kommun.